# 마비노기온

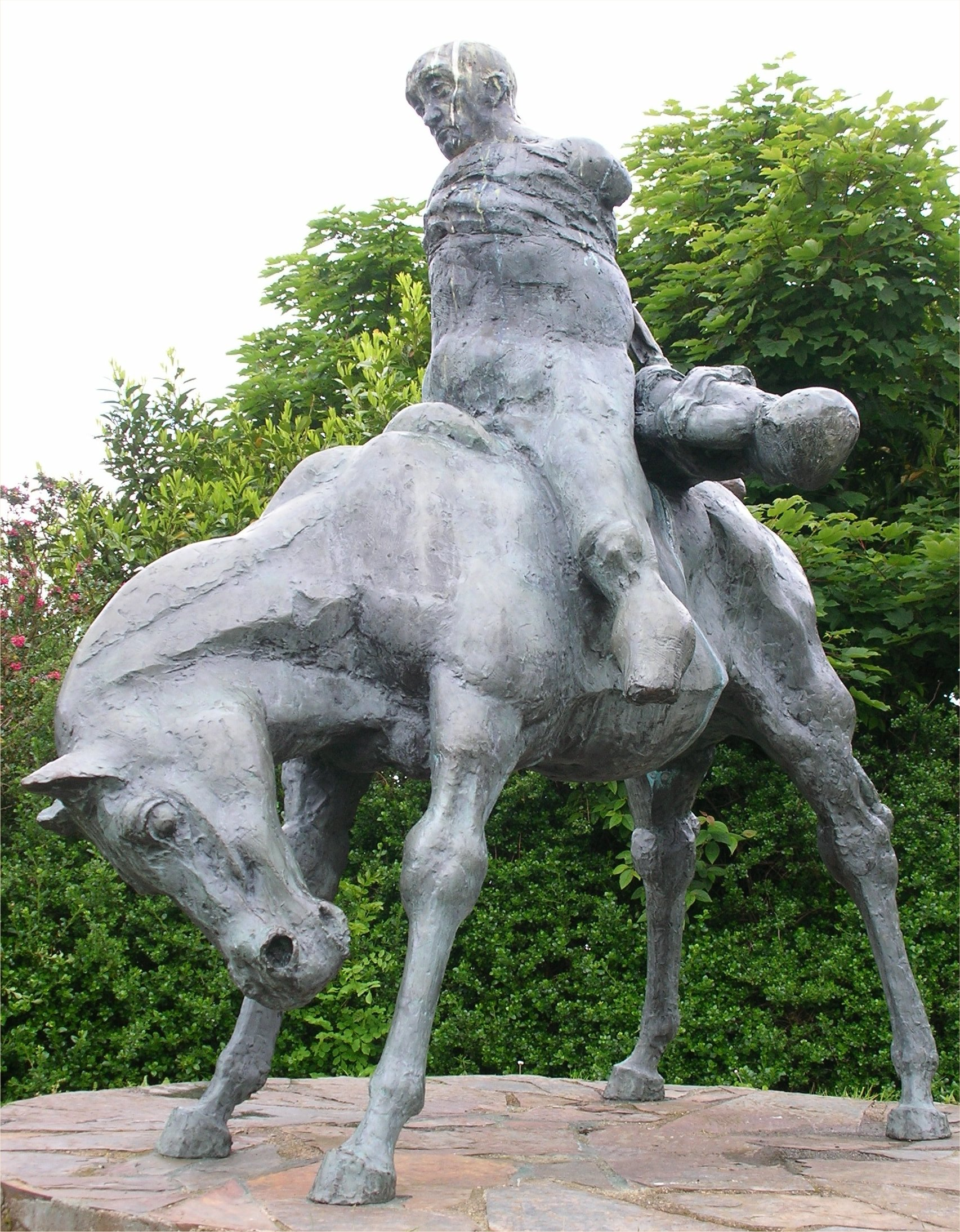
The Two Kings (sculptor Ivor Robert-Jones, 1984) near Harlech Castle, Wales. Bendigeidfran carries the body of his nephew Gwern.punct

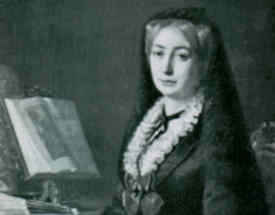
19세기 초 영어 번역판 《마비노기온》을 만든 샬롯 게스트

《마비노기온》(웨일스어: Mabinogion [mabɪ'nɔɡjɔn])은 필사본으로 쓰인 중세 웨일스의 11가지 산문 이야기 모음집이다. 기독교 유입 이전의 켈트 신화, 나라 간 전설의 모티프, 중세 초기의 역사적 설화에 대해서 다루고 있다. 철기 시대 전설을 바탕으로 쓰인 일부 이야기를 제외하면, 각 이야기들은 말이나 글로 전해져 온 웨일즈 설화에 큰 영향을 받았다. 19세기 중반 샬롯 게스트가 처음으로 영어 번역판을 출간하였으며, 이를 계기로 "마비노기온"이라는 명칭이 영어권 사용자에게 많이 알려지게 되었다.

## 같이 보기
- 마비노기
- 마비노기의 네 가지